# 有馬則篤
有馬 則篤（ありま のりあつ、文政9年（1826年） - 明治30年（1897年）10月3日）は、江戸時代末期（幕末）の旗本。信濃岩村田藩主内藤正縄の次男として生まれ、旗本有馬家の有馬則国（左京）の養子となる。子に氏弘（次男）ら。官位は従五位下・出雲守。石高は3500石。
使番より、安政5年（1858年）10月24日目付となる。その後、大番頭から文久3年（1863年）5月6日に大坂東町奉行となり、元治元年（1864年）に勘定奉行となった。同年11月22日に江戸南町奉行となり、12月22日に大目付となる。